# Magic Bus: The Who on Tour
| 전문가 평가                       | 전문가 평가    |
| 평가 점수                         | 평가 점수      |
| 출처                              | 점수           |
| --------------------------------- | -------------- |
| AllMusic                          | [ 1 ]          |
| The Encyclopedia of Popular Music | [ 2 ]          |
| MusicHound                        | 2.5/5          |
| Rolling Stone                     | (unfavourable) |
| The Rolling Stone Album Guide     | [ 5 ]          |

《Magic Bus: The Who on Tour》는 영국의 록 밴드 더 후의 첫 번째 컴필레이션 음반이다. 이 음반은 1968년 9월, 데카 레코드는 그들의 같은 이름의 싱글의 성공을 이용하기 위해 미국에서 그들의 네 번째 음반으로 발매되었다. 이전에 발매된 자료의 컴필레이션 음반으로, 캐나다에서도 거의 비슷한 시기에 발매되었지만 영국에서는 발매되지 않았다. 이 음반은 빌보드 200에서 39위로 정점을 찍었다.
다소 기만적인 제목은 곡들이 라이브로 녹음되었다는 것을 암시하지만, 모든 녹음은 스튜디오 트랙이다. 트랙 목록에는 미국의 두 번째 음반과 세 번째 음반의 몇 곡이 복제되어 있지만, 이전에는 미국 음반에서 사용할 수 없었던 싱글 트랙과 EP 트랙도 포함되어 있다.

## 배경
그룹의 구성원 (특히 피트 타운젠드)은 이 발매에 대해 자주 싫어한다고 밝혔다. 커버 사진이 찍혔을 때, 그 그룹은 그 사진들이 미국 음반에 사용될 것이라는 것을 데카에 의해 알지 못했다. 이 음반의 작은 성공 직후, 비슷하지만 관련이 없는 더 후의 컴필레이션인 《Direct Hits》가 트랙 레코드에 의해 영국에서 발매되었다.

## 재발매
1974년, 이 음반은 1966년 미국 데뷔 《The Who Sings My Generation》을 포함한 저가 더블 음반 세트의 일부로 미국과 캐나다의 MCA 레코드에 의해 재발매되었다. 재발매는 빌보드 200에서 185위로 정점을 찍었다. 1980년대에 MCA 레코드에 의해 콤팩트 디스크로 재발매되었지만 1990년대에 일어난 리마스터에는 포함되지 않았다.

## 곡 목록
모든 곡들은 특별한 언급이 없는 한 피트 타운젠드에 의해 작사/작곡하였다.
| #  | 제목                        | 작사·작곡   | 재생 시간 |
| -- | --------------------------- | ----------- | --------- |
| 1. | 〈Disguises〉               |             | 3:14      |
| 2. | 〈Run Run Run〉             |             | 2:44      |
| 3. | 〈Dr. Jekyll and Mr. Hyde〉 | 존 엔트위슬 | 2:27      |
| 4. | 〈I Can't Reach You〉       |             | 3:05      |
| 5. | 〈Our Love Was, Is〉        |             | 3:09      |
| 6. | 〈Call Me Lightning〉       |             | 2:25      |

| #   | 제목                 | 작사·작곡                             | 재생 시간 |
| --- | -------------------- | ------------------------------------- | --------- |
| 7.  | 〈Magic Bus〉        |                                       | 3:21      |
| 8.  | 〈Someone's Coming〉 | 엔트위슬                              | 2:33      |
| 9.  | 〈Doctor, Doctor〉   | 엔트위슬                              | 3:02      |
| 10. | 〈Bucket T〉         | 돈 알트펠트, 로저 크리스천, 딘 토렌스 | 2:11      |
| 11. | 〈Pictures of Lily〉 |                                       | 2:43      |